# Динбянь
Динбя́нь (кит. упр. 定边, пиньинь Dìngbiān) — уезд городского округа Юйлинь провинции Шэньси (КНР). Уезд назван по пограничному укреплению, существовавшему здесь во времена империи Сун.

## История
При империи Западная Хань эти земли входили в состав уездов Сюйянь (昫衍县) и Малин (马岭县). При империи Восточная Хань они прекратили своё существование, так как эти земли надолго перешли под власть кочевых народов.
Во времена империи Восточная Цзинь гунны создали здесь государство Великое Ся. В 427 году войска Северной Вэй захватили эту территорию. В 488 году в восточной части этих земель был создан уезд Синьго (新囶县).
При империи Суй в этих местах были созданы уезды Уюань (五原县) и Лоюань (洛源县), а в восточной части — уезд Чанцзэ (长泽县).
В конце империи Тан тангутский вождь Тоба Сыми за помощь в подавлении восстания Хуан Чао получил в 886 году звание цзедуши Диннаньского военного округа (定难军), образованного в этих местах. Он сумел остаться в стороне от бурных событий эпохи Пяти династий и 10 царств, и после объединения страны империей Сун очередной наследный цзедуши Ли Цзипэн в 982 году признал главенство новой империи, но его младший брат Ли Цзицянь захватил контроль над областью Иньчжоу, и то признавал власть Сун, то восставал против неё. В 1038 году внук Ли Цзицяня Ли Юаньхао провозгласил себя императором государства Си Ся, и эти земли вошли в состав нового государства.
При империи Мин в 1435 году был создан Динбяньский военный лагерь (定边营), а в 1562 году был выстроен Динбяньский военный городок (定边营城). При империи Цин в 1731 году на этих землях было введено управление гражданской администрации, и был создан уезд Динбянь.
В 1935 году эти места были захвачены Красной армией под командованием Лю Чжиданя. Впоследствии на контролируемой коммунистами территории был образован Шэньси-Ганьсу-Нинсяский советский район, и уезд вошёл в его состав.
После образования КНР в 1950 году был создан Специальный район Юйлинь (榆林专区), и уезд вошёл в его состав. В 1968 году Специальный район Юйлинь был переименован в Округ Юйлинь (榆林地区).
В 1999 году постановлением Госсовета КНР были расформированы округ Юйлинь и городской уезд Юйлинь, и был образован городской округ Юйлинь.

## Административное деление
Уезд делится на 1 уличный комитет, 14 посёлков и 4 волости.